# Maurice Leblanc

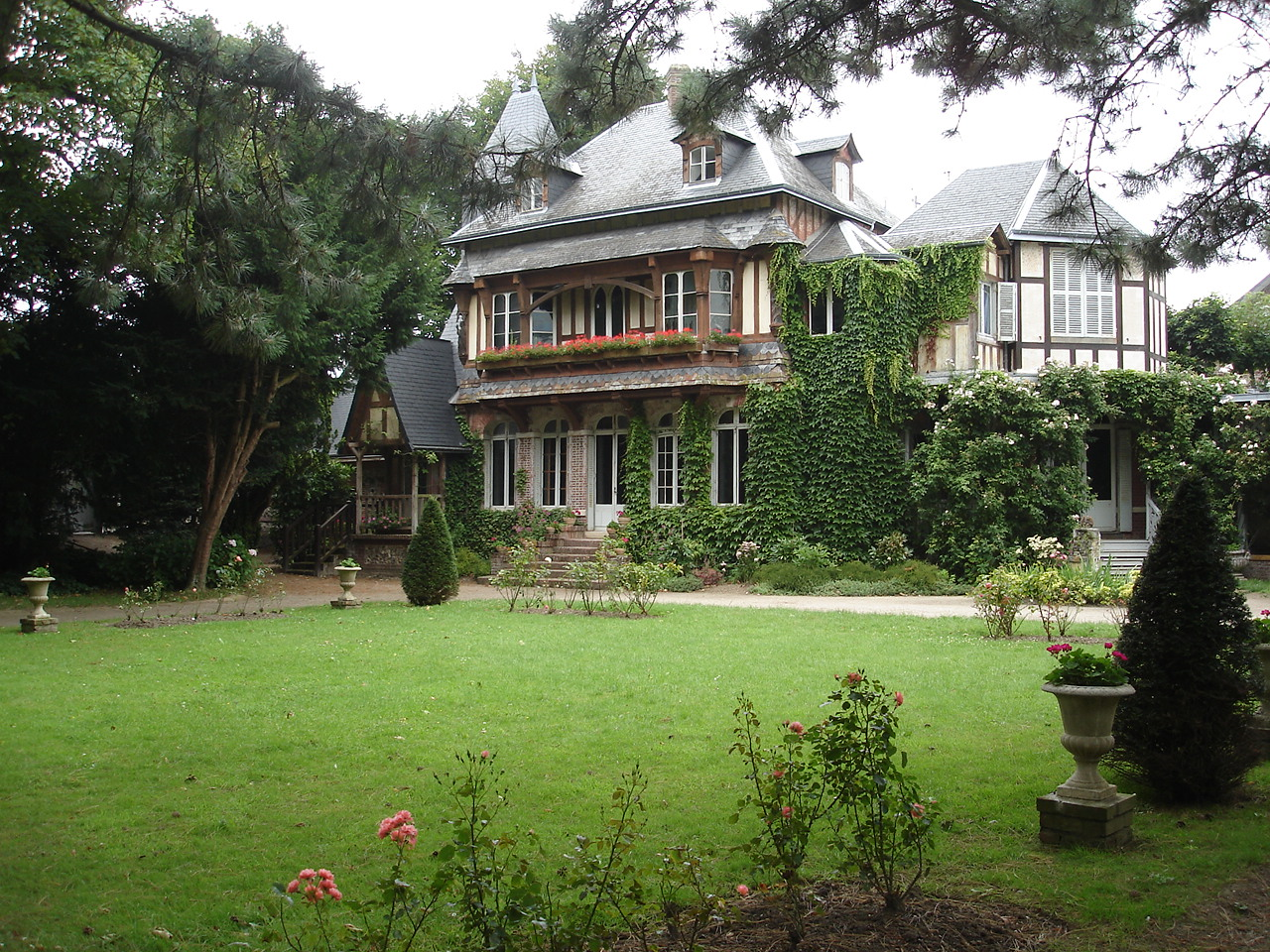
Maurice Leblanc háza Étretatban

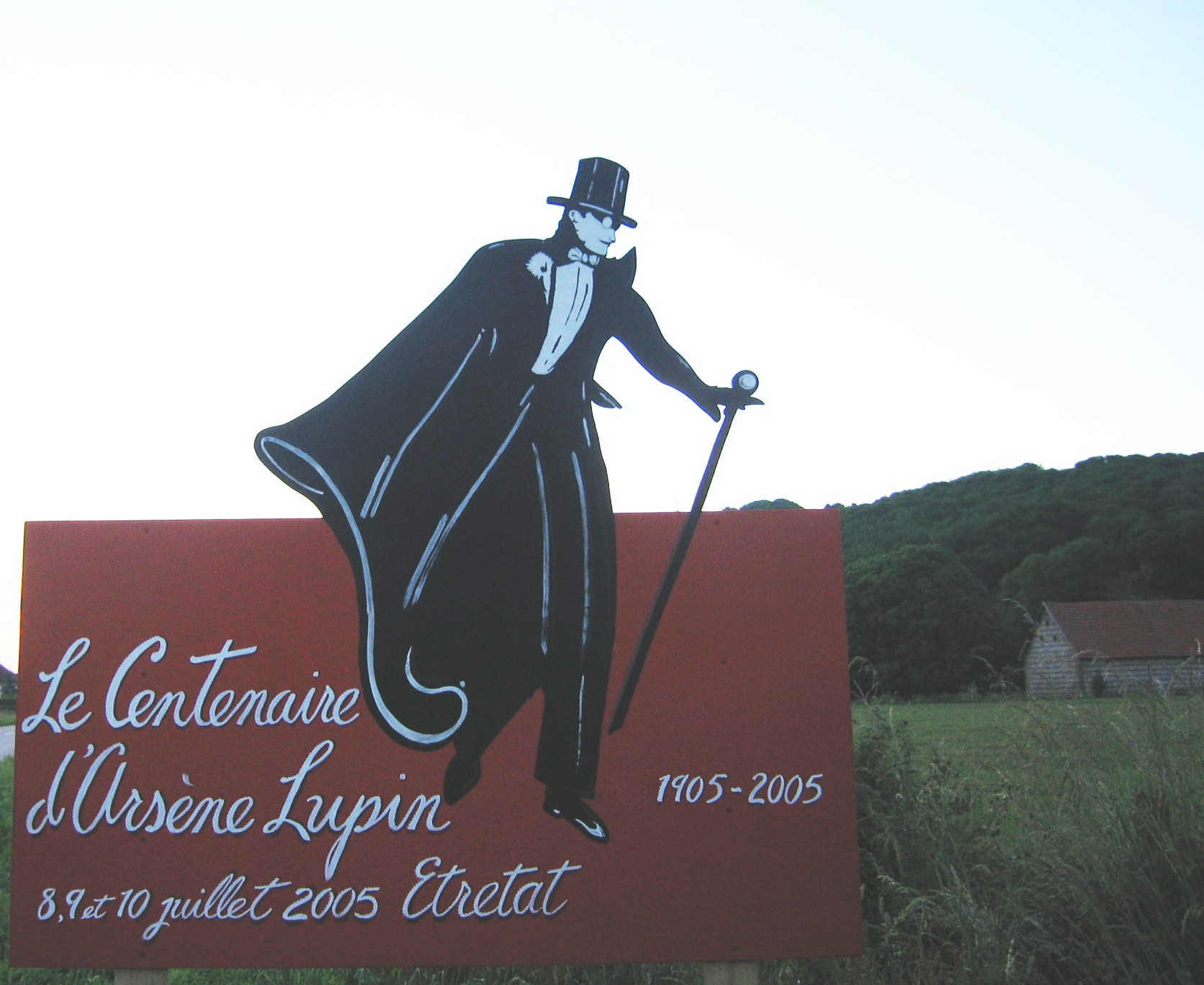
A kitalált hős, Arsène Lupin a centenáriumot ünneplő táblán Étretatban

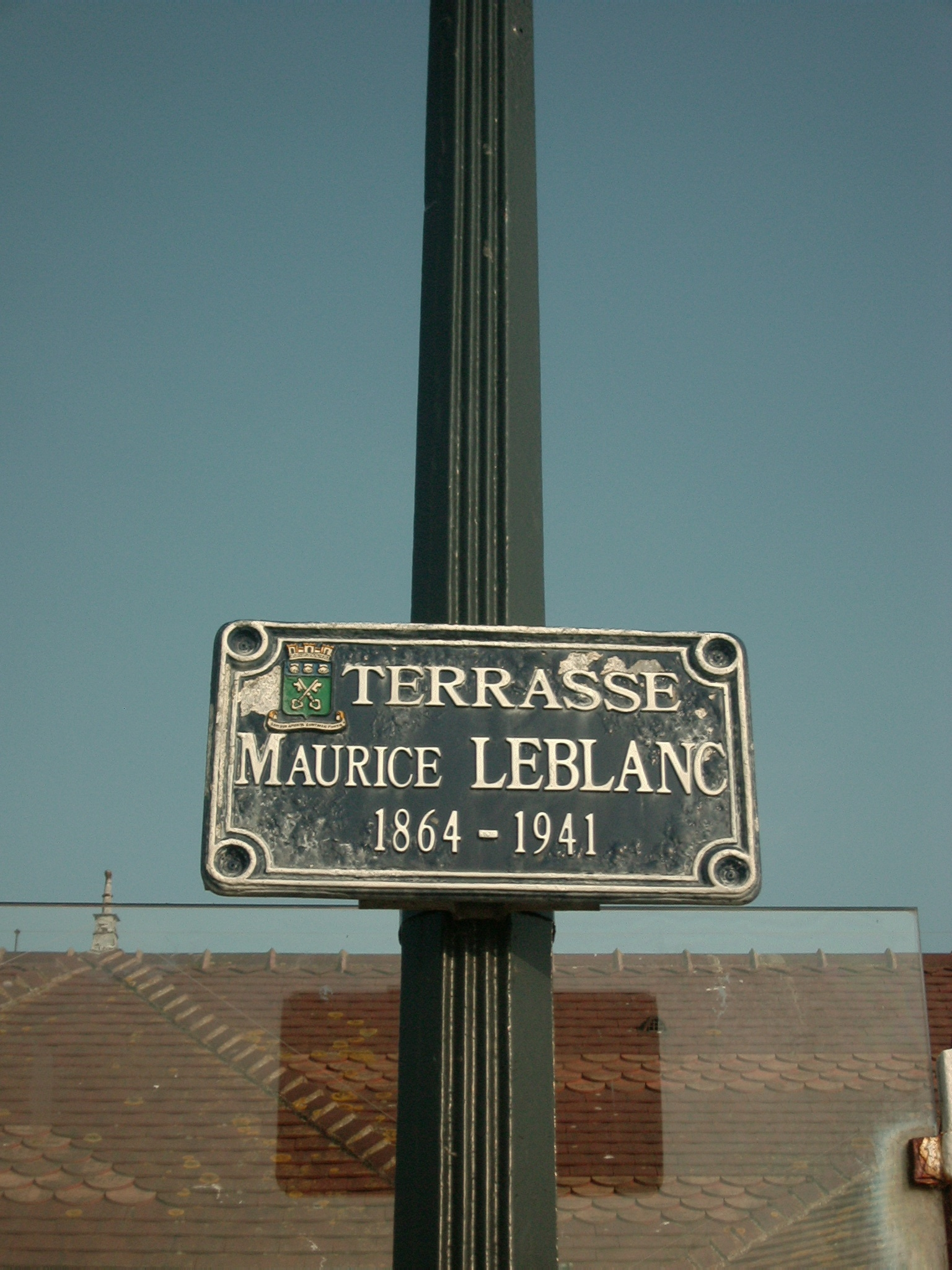
Maurice Leblanc terasz Étretatban

Maurice Marie Émile Leblanc (Rouen, 1864. december 11. – Perpignan, 1941. november 6.) francia író.

## Élete
Maurice Leblanc egy hajótulajdonos fia volt. Édesanyja 1885-ben halt meg. A nővére, Georgette Leblanc (1869–1941) énekesnő és színésznő volt. Apja akarata ellenére úgy döntött, hogy Párizsba megy írni. Kezdetben újságíróként, majd regényíróként dolgozott. Krimi- és kalandregényeket, színdarabokat és novellákat írt. Leghíresebb kitalált karaktere Arsène Lupin mestertolvaj. Leblancot valószínűleg az anarchista Marius Jacob ihlette, aki több mint 150 betörést követett el, és 23 év börtönbüntetésre ítélték. Maurice Leblanc azonban mindig tagadta ezt az állítást.
Az írót a párizsi Montparnasse-i temetőben temették el. Étretatban található Le Clos Arsène Lupin, a Maison Maurice Leblanc múzeum, amely nyitva áll a nagyközönség számára.

## Művei
1905-ben sorozatba került az első történet Arsène Lupin főszereplésével. A siker akkora volt, hogy Leblanc pályafutása hátralévő részét szinte teljes egészében a mestertolvajnak szentelte. 1907 és 1935 között 20 regény, két színdarab és több novella jelent meg Arsène Lupinról.

### Magyar nyelven (válogatás)
- Arsène Lupin kalandjai
- Arsène Lupin, az úri betörő
- Arsène Lupin Herlock Sholmes ellen
- Arsène Lupin bizalmas vallomásai
- Arsène Lupin, a nők lovagja
- Arsène Lupin utolsó szerelme
- Arsène Lupin házassága
- Arsène Lupin, a detektív betörő
- Az odvas tű titka
- A 813-as szám rejtélye
- Az üvegdugó
- Kivájt tű
- Az úri betörő
- Az aranyszemű asszony
- Asszony a bárddal / A vizesüveg
- A pokoli csapda / A vörös selyemkendő
- A szőke hölgy
- 813
- A piros hetes
- Cagliostro grófnő
- A névtelen leány
- Éjféli kaland
- A pokoli csapda
- A kastély titka
- A négy vörös gyémánt
- Az arany háromszög
- Az olajlámpás
- Nyolcat üt az óra
- A diadém-ügy
- Jerikó hercege
- A zöldszemű hölgy
- A keleti titok
- A srapnel
- Harminc koporsó
- Tigrisfog
- A három szem
- Maurice Dekobra – Maurice Leblanc: A csókok városa

## Filmográfia
- Arsène Lupin kalandjai (1957)
- III. Lupin: Cagliostro kastélya (1979)
- A 30 halott szigete (1979)
- Arsène Lupin (2004)
- Lupin (televíziós sorozat, 2021)

## Fordítás
- Ez a szócikk részben vagy egészben  a   Maurice Leblanc című német Wikipédia-szócikk ezen változatának fordításán alapul.  Az eredeti cikk szerkesztőit annak laptörténete sorolja fel. Ez a jelzés csupán a megfogalmazás eredetét és a szerzői jogokat jelzi, nem szolgál a cikkben szereplő információk forrásmegjelöléseként.